# Kim Jung-hyun
Đây là một tên người Triều Tiên, họ là Kim.
Kim Jung-hyun (tiếng Hàn: 김정현, sinh ngày 5 tháng 4 năm 1990) là một nam diễn viên Hàn Quốc. Anh được khán giả chú ý tới qua các bộ phim truyền hình như Bộ đôi đài truyền hình, Giai thoại về Hong Gil Dong, và được biết đến với vai vai chính trong bộ phim Overman, bộ phim học đường ăn khách Học đường 2017 của đài KBS2, bộ phim thanh xuân Chào mừng bạn đến với Waikiki của đài JTBC. Năm 2022, anh tham gia đóng vai chính cho bộ phim bom tấn của đài tvN Báo động khẩn, tình yêu hạ cánh bộ phim có tỷ suất người xem cao thứ 3 trong lịch sử truyền hình cáp Hàn Quốc. Năm 2021, anh tiếp tục hợp tác với đài tvN trong bộ phim truyền hình Chàng hậu.

## Đầu đời
Kim Jung-hyun sinh ra ở Busan ở Hàn Quốc. Anh đã theo học chuyên ngành Diễn xuất tại Đại học Nghệ thuật Quốc gia Hàn Quốc.

### Nhập ngũ
Kim Jung-hyun hoàn thành nghĩa vụ quân sự với tư cách là trợ lý trong sư đoàn 3 của Kangwon khi anh 21 tuổi.

## Sự nghiệp

### 2015: Bắt đầu
Sau khi tham gia diễn xuất trong một số vở nhạc kịch, anh đã xuất hiện trên màn ảnh rộng trong bộ phim Overman, bộ phim được công chiếu tại Liên hoan phim quốc tế Busan 2015. Điều này đã mang về cho anh đề cử Nam diễn viên mới xuất sắc nhất tại Giải thưởng điện ảnh Buil lần thứ 25 và Giải thưởng nghệ thuật phim Chunsa lần thứ 22.

### 2016–2018: Đột phá
Anh xuất hiện lần đầu tiên trên màn ảnh truyền hình vào năm 2016 và gây được sự chú ý với vai diễn em trai của Gong Hyo-jin trong bộ phim hài lãng mạn ăn khách Bộ đôi đài truyền hình.
Sau đó, anh tham gia đóng vai chính trong bộ phim cổ trang Giai thoại về Hong Gil Dong. Bộ phim đã thành công chinh phục giới phê bình và thương mại, giúp anh giành được giải Diễn viên mới xuất sắc nhất tại Lễ trao giải thưởng phim truyền hình MBC 2017.
Cùng năm, anh tham gia bộ phim dài 2 tập Binggoo của đài MBC cùng với Han Sun-hwa.
Sau đó, anh tham gia đóng vai chính trong bộ phim học đường Học đường 2017 cùng với Kim Se-jong của Gugudan. Bộ phim đã thu hút đông đảo sự quan tâm của giới trẻ dẫn đến sự nổi tiếng của anh ngày một tăng và vai diễn của anh trong Học đường 2017 được giới phê bình đánh giá cao và khán giả khen ngợi nhiệt tình. Bộ phim đã mang về cho anh 3 đề cử Nam diễn viên mới xuất sắc nhất tại Giải thưởng Nghệ thuật Baeksang lần thứ 54, Giải thưởng phim truyền hình KBS 2017 và Giải thưởng Seoul lần thứ nhất.
Kim sau đó đã góp mặt trong Video âm nhạc Break Up In The Morning của 4Men.
Cuối năm 2017, Kim được chọn đóng vai chính trong bộ phim truyền hình đặc biệt Buzzcut Love của đài KBS2.
Năm 2018, anh tham gia đóng vai chính trong loạt phim thanh xuân của đài JTBC có tựa đề Chào mừng bạn đến với Waikiki, trong phim anh đóng vai một đạo diễn phim gian xảo nhưng tốt bụng. Bộ phim đã thành công vang dội khắp châu Á và củng cố địa vị của anh như một diễn viên đa năng.
Sau đó, anh tham gia bộ phim 4DX VR Stay With Me cùng với Seo Yea-ji đóng vai một nhạc sĩ đầy tham vọng với chứng sợ sân khấu. Kim đã cho mượn giọng hát của mình trong OST của bộ phim có tựa đề Moonlight.
Một thời gian sau, anh tham gia đóng vai chính trong bộ phim chính kịch âm hưởng Time của đài MBC cùng với Seohyun của Girls' Generation, trong phim anh là một tài phiệt, với thời gian sống đang cạn kiệt vì sức khỏe của anh không tốt. Vai diễn của anh được khen ngợi nhiệt tình nhưng anh phải bỏ phim giữa chừng vì rối loạn ăn uống liên quan đến giấc ngủ.

### 2019–nay: Trở lại và nổi tiếng
Vào tháng 12 năm 2019, sau một thời gian gián đoạn, anh tham gia đóng chính trong bộ phim truyền hình bom tấn rất được mong đợi Hạ cánh nơi anh cùng với Hyun Bin, Son Ye-jin và Seo Ji-hye. Buổi biểu diễn đã trở thành một hiện tượng và văn hóa ăn khách tại địa phương và trên toàn thế giới. Đây là bộ phim truyền hình có tỷ suất người xem cao thứ 3 trong lịch sử truyền hình cáp Hàn Quốc và cũng là một trong những bộ phim được xem nhiều nhất trên ứng dụng xem phim trực tuyến khổng lồ Netflix. Vai diễn của anh là Goo Seung Joon, vị hôn phu cũ của Yoon Se-ri (Son Ye-jin) và mối tình cuối cùng dành cho Seo Dan (Seo Ji-hy)), được yêu thích và trở nên vô cùng nổi tiếng trong cộng đồng khán giả trong nước và quốc tế. Tên nhân vật của anh ấy "Goo Seung Joon" đã trở thành xu hướng ở vị trí số 1 trong bảng xếp hạng tìm kiếm thời gian thực của Hàn Quốc.
Tháng 5 năm 2020, anh xuất hiện với vai trò khách mời cùng màn tái hợp với nữ chính Seo Ji-hye trong bộ phim Bữa tối định mệnh, trong phim anh là bạn trai cũ của cô.
Vào ngày 5 tháng 6 năm 2020, anh xác nhận sẽ tham gia bộ phim cổ trang Chàng hậu của đài tvN cùng với Shin Hye-sun đóng vai Triều Tiên Triết Tông, bộ phim được phát sóng từ ngày 12 tháng 12 năm 2020.

## Danh sách phim

### Phim
| Năm  | Tên phim                | Vai diễn            | Tham khảo. |
| ---- | ----------------------- | ------------------- | ---------- |
| 2014 | The Beginning Of Murder | Do-hyun             | [ 17 ]     |
| 2016 | Going My Home           | Lee Shi-joon        | [ 18 ]     |
| 2016 | Overman                 | Choi Do-hyun        | [ 19 ]     |
| 2017 | One Day                 | Trợ lý giám đốc Cha |            |
| 2018 | Meet the Memories       | Woo-jin             | [ 20 ]     |
| 2019 | Rosebud                 | Woo-seong           | [ 21 ]     |

### Phim truyền hình
| Năm       | Tên phim                      | Vai diễn                     | Đài           | Tham khảo. |
| --------- | ----------------------------- | ---------------------------- | ------------- | ---------- |
| 2016      | Bộ đôi đài truyền hình        | Pyo Chi-yeol                 | SBS           | [ 3 ]      |
| 2017      | Giai thoại về Hong Gil Dong   | Mo Ri                        | MBC           | [ 4 ]      |
| 2017      | Binggoo                       | Go Man-soo                   | MBC           | [ 5 ]      |
| 2017      | Học đường 2017                | Hyun Tae-woon                | KBS2          | [ 5 ]      |
| 2017      | Buzzcut Love                  | Bae Chi-hwan                 | KBS2          | [ 8 ]      |
| 2018      | Chào mừng bạn đến với Waikiki | Kang Dong-gu                 | JTBC          | [ 9 ]      |
| 2018      | Time                          | Cheon Soo-ho                 | MBC           | [ 11 ]     |
| 2019–2020 | Hạ cánh nơi anh               | Gu Seung-jun / Alberto Gu    | tvN & Netflix | [ 22 ]     |
| 2020      | Bữa tối định mệnh             | Lee Young-dong               | MBC           | [ 15 ]     |
| 2020-2021 | Chàng hậu                     | Triều Tiên Triết Tông        | tvN           | [ 16 ]     |
| 2023      | Trái tim tử thần              | Kokdu / Do Jin Woo / Oh Hyun | MBC           |            |

## Kịch
| Năm  | Tiêu đề                               | Vai diễn         | Chú thích. |
| ---- | ------------------------------------- | ---------------- | ---------- |
| 2013 | 경성아리랑 26년 Nhạc kịch Arirang     |                  | [ 23 ]     |
| 2013 | Therese Raquin                        | Laurent LeClaire | [ 23 ]     |
| 2015 | 조그만 입술                           |                  | [ 23 ]     |
| 2015 | 가야십이지곡 Gayageum Jigok Nhạc kịch |                  | [ 23 ]     |

## Video âm nhạc
| Year | Tiêu đề bài hát                          | Nghệ sĩ       |
| ---- | ---------------------------------------- | ------------- |
| 2017 | Break Up In The Morning                  | 4Men          |
| 2018 | Moonlight (OST Stay with me)             | Kim Jung-hyun |
| 2021 | Like the first snow (OST Mr Queen)       | Kim Jung Hyun |
| 2023 | I am (OST Kokdu: Season of Deity Part 1) | Kim Jung Hyun |

## Quảng cáo
| Năm  | Công ty               | Sản phẩm     | Kiểu    | Đồng xuất hiện  |
| ---- | --------------------- | ------------ | ------- | --------------- |
| 2017 | JK Company            | Paperplanes  | Giày    |                 |
| 2017 | MK Trend Co. Ltd.     | Buckaroo     | Quần áo | Hwang Seung-eon |
| 2017 | SK Telecom            | T Membership |         | Ahn Sol-bin     |
| 2018 | Otsuka Pharmaceutical | ULOS         | Mỹ phẩm | Yunho           |
| 2020 | Otsuka Pharmaceutical | ULOS         | Mỹ phẩm |                 |
| 2020 | Panasonic             |              |         |                 |

## Giải thưởng và đề cử
| Năm  | Giải thưởng                 | Thể loại                             | Bộ phim                     | Kết quả   | Tham khảo. |
| ---- | --------------------------- | ------------------------------------ | --------------------------- | --------- | ---------- |
| 2016 | 25th Buil Film Awards       | Best New Actor                       | Overman                     | Đề cử     |            |
| 2017 | 22nd Chunsa Film Art Awards | Best New Actor                       | Overman                     | Đề cử     |            |
| 2017 | 36th MBC Drama Awards       | Best New Actor                       | Giai thoại về Hong Gil Dong | Đoạt giải | [ 24 ]     |
| 2017 | 1st The Seoul Awards        | Best New Actor (Drama)               | Học đường 2017              | Đề cử     |            |
| 2017 | 31st KBS Drama Awards       | Netizen Award-Male                   | Học đường 2017              | Đề cử     | [ 25 ]     |
| 2017 | 31st KBS Drama Awards       | Best New Actor                       | Học đường 2017              | Đề cử     | [ 25 ]     |
| 2017 | 31st KBS Drama Awards       | Best Couple Award (với Kim Se-jeong) | Học đường 2017              | Đề cử     | [ 25 ]     |
| 2018 | 13th Annual Soompi Awards   | Best Couple Award (với Kim Se-jeong) | Học đường 2017              | Đề cử     | [ 26 ]     |
| 2018 | 13th Annual Soompi Awards   | Breakout Actor Award                 | Học đường 2017              | Đề cử     |            |
| 2018 | 54th Baeksang Arts Awards   | Best New Actor (TV)                  | Học đường 2017              | Đề cử     | [ 27 ]     |
| 2018 | 37th MBC Drama Awards       | Best Couple Award (với Seohyun)      | Time                        | Đề cử     | [ 28 ]     |
| 2020 | Asia Artist Awards 2020     | Popularity Award (Actor)             | Hạ cánh nơi anh             | Đề cử     | [ 29 ]     |
| 2020 | 7th APAN Star Awards        | Best Supporting Actor                | Hạ cánh nơi anh             | Đề cử     | [ 30 ]     |